# Zamek w Borszczowie
Zamek w Borszczowie – obronny zamek zbudowany w Borszczowie.

## Położenie
Okolica zamku, dawniej na samej granicy z Turcją i Wołoszczyzną, była gęsto zasiana małymi zameczkami, służącymi ludności za ochronę przed nagłymi napadami Tatarów i mołdawskich bandytów. Zamki położone były nad rzekami ze stromymi brzegami.

## Historia
Pierwszy raz miejscowość wzmiankowana była w 1456 r. W 1629 roku Borszczów uzyskał prawo magdeburskie i herb Wazów – Snopek. Miasto w tym czasie posiadało wały obronne, a nad rzeką znajdował się murowany zamek. Można przyjąć, że zamek nie był tylko mieszkaniem właściciela, ale także bastionem, który dawał schronienie mieszkańcom, kiedy fortyfikacje miejskie nie były w stanie zatrzymać ataku przeciwnika. W 1655 roku armia moskiewsko-kozacka zajęła zamek.

## Architektura
Na początku XVIII w. część zamku została przebudowana na klasycystyczny pałac w miejscu, w którym dawniej istniał obronny zamek. Rozległe podziemne lochy świadczyły o wielkości i ważności tego starożytnego grodu. W 1763 r. w pobliżu pałacu rozpoczęto budowę kościoła, który znajdował się na terenie jednego z odcinków fortyfikacji zamku. Główną fasadę kościoła stanowiła trzypoziomowa wieża, która została przebudowana ze starej wieży zamku z XVII w. Ściany dolnej kondygnacji wieży były bardzo grube. Obecnie z zamku pozostały jedynie fragment kamiennych fortyfikacji: przebudowana obrona wieża, która stała się dzwonnicą kościoła.